# 성보중학교
성보중학교(成保中學校)는 대한민국 서울특별시 관악구 신림동에 있는 사립 중학교이다.

## 학교 연혁
- 1977년 7월 13일 : 서울특별시 고시 227호 도시계획시설(학교)결정 (23,163평 5합)
- 1979년 4월 16일 : 학교법인 성보학원 설립인가 및 초대 윤장섭 이사장 취임
- 1981년 12월 21일 : 성보중학교 설립인가(학년당 10학급)
- 1982년 5월 3일 : 초대 이창갑 교장 취임
- 1983년 2월 28일 : 성보중학교 교사 준공
- 1985년 2월 13일 : 성보중학교 제1회 졸업식(669명)
- 1985년 5월 31일 : 우정관 준공, 교훈비 건립
- 2008년 9월 3일 : 성보종합운동장 준공
- 2016년 4월 15일 : 학교법인 성보학원 제2대 윤재동 이사장 취임
- 2022년 3월 1일 : 제10대 홍형표 교장 취임
- 2023년 2월 9일 : 제39회 졸업식 거행 (184명 졸업) 졸업생 총인원 15,655명

## 참고 자료
- 성보중학교 - 한국교육학술정보원 학교알리미